# 兔兒菜
中华苦荬菜（学名：Ixeris chinensis）也称中华小苦荬，俗名兔兒菜、兔仔菜、鵝仔菜、山苦買、小金英，是菊科苦荬菜属的植物，其花為黃色，常被用作中藥藥材，具有止瀉消腫、活血等功能。

## 别名
山鸭舌草、山苦荬、黄鼠草、小苦苣、苦麻子、苦菜、中华小苦荬

## 分佈
分布于日本、朝鲜、俄罗斯以及台灣、贵州、福建、河北、河南、西藏、山东、江西、黑龙江、四川、山西、江苏、云南、安徽、陕西、浙江等地，生长于海拔230米至4,700米的地区，见于田野、山坡路旁、河边灌丛及岩石缝隙中，目前尚未由人工引种栽培。